# Dorfkirche Hohenkirchen

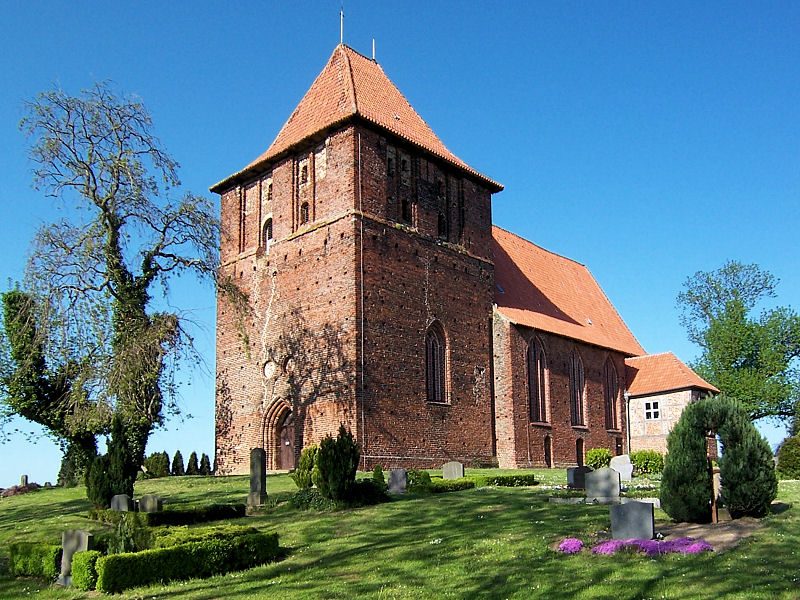
Kirche in Hohenkirchen (2008)

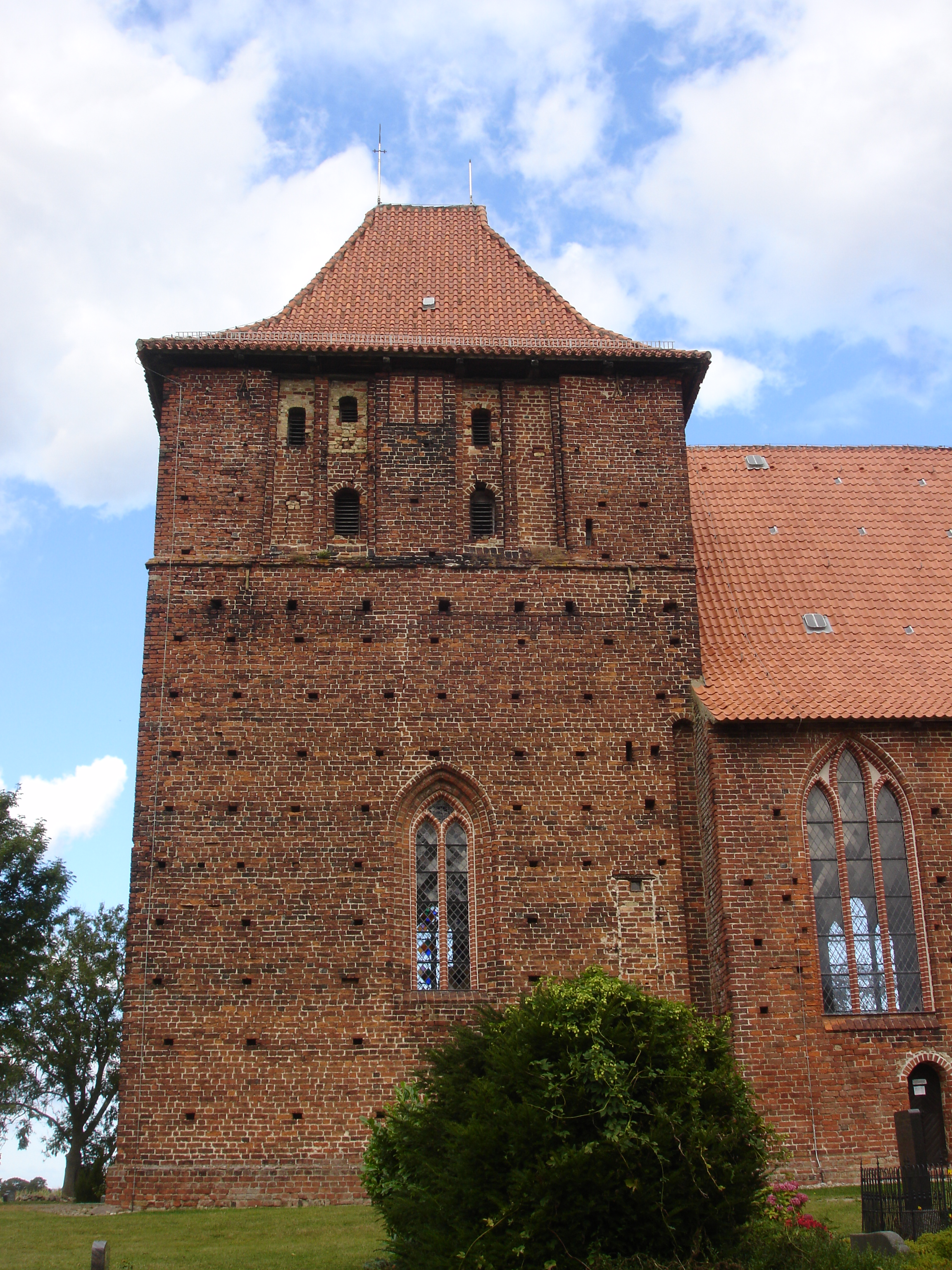
Kirchturm (2012)

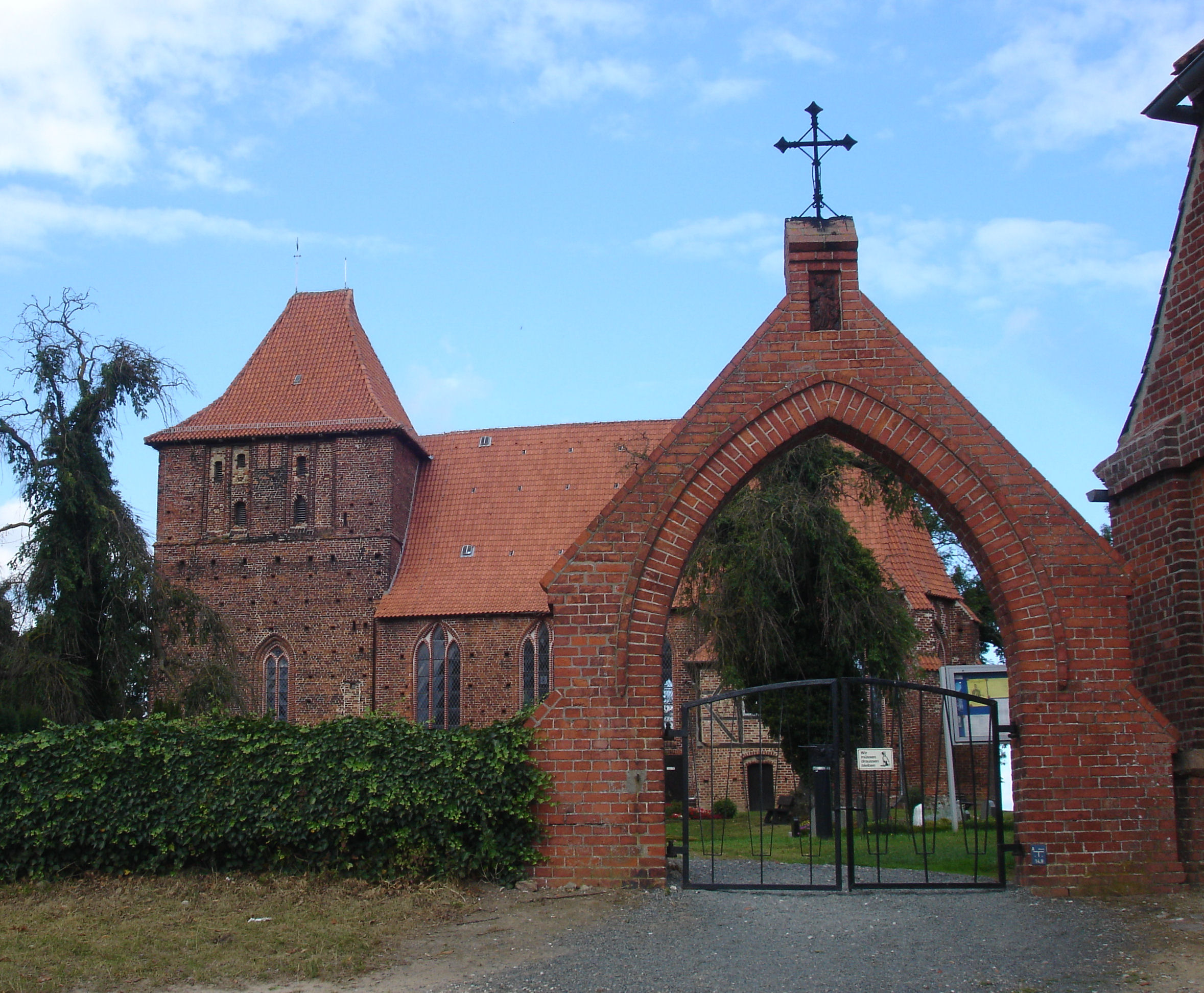
Kirche mit Eingangstor (2012)

Die Dorfkirche Hohenkirchen ist ein gotischer Backsteinbau in Hohenkirchen, einer Gemeinde im Landkreis Nordwestmecklenburg (Mecklenburg-Vorpommern).

## Geschichte
Der landschaftsbeherrschenden Position der Dorfkirche auf der Höhe eines Moränenzuges verdankt der Ort seinen Namen. Er ist während der frühen Besiedlung des Küstenstreifens zwischen der Wismarer Bucht und der Wohlenberger Wiek wohl bereits um 1200 gegründet worden.
Die Kirche wurde um 1230 im Ratzeburger Zehntregister erwähnt und gehörte im Mittelalter zum Bistum Ratzeburg. Als diese Kirche auf Geheiß des Bischofs von Ratzeburg gebaut wurde, kam der Name Honkerken auf und wurde 1260 urkundlich erwähnt. Schon 1308 haben die von Quitzow auf Voigtshagen Besitz in Hohenkirchen, doch das Kirchenpatronat übernimmt an Stelle des Bischofs der Landesherr. Im Kirchenvisitationsprotokoll von 1647 wurde noch der Herzog als Patron der Kirche bezeichnet, doch schon 1653 hatte er es an den Landrat Daniel von Plessen auf Hoikendorf abgetreten. Es folgen 1723 Baron Friedrich Amadeus von Schmettau, 1749 Baltasar Ditmar, 1783 Landrat Ernst Friedrich von Bülow, 1804 Familie Kosel, 1808 Karl Brakenwagen und ab 1811 Kammerherr Ernst Graf von Bernstorff. Seit 1829 Familie Dassel, ab 1847 Dr. Iwan von Glöden, danach Forstmeister Otto von der Lühe und ab 1865 Bernhard Karl von Bülow. Ab 1877 blieb Hohenkirchen mit Oberst a. D. Helmuth August von Buch im Besitz der Familien von Buch.

## Baugeschichte
Die heutige Kirche ist der zweite Bau und entstand im 15. Jahrhundert, nach neueren dendrochronologischen Untersuchungen wohl schon Ende des 14. Jahrhunderts.
Von 1988 bis 1989 wurden das Kirchenschiff und 2003 die Vorhalle restauriert. Im Südanbau wurde 2003 die einstige Patronatsloge zum Gemeinderaum umgebaut. Erwähnenswert auch der 2003 erfolgte Einbau einer Fußbodenheizung mit Wärmeerzeugung durch Erdwärme im Rahmen eines Förderprojektes der EU.

## Baubeschreibung

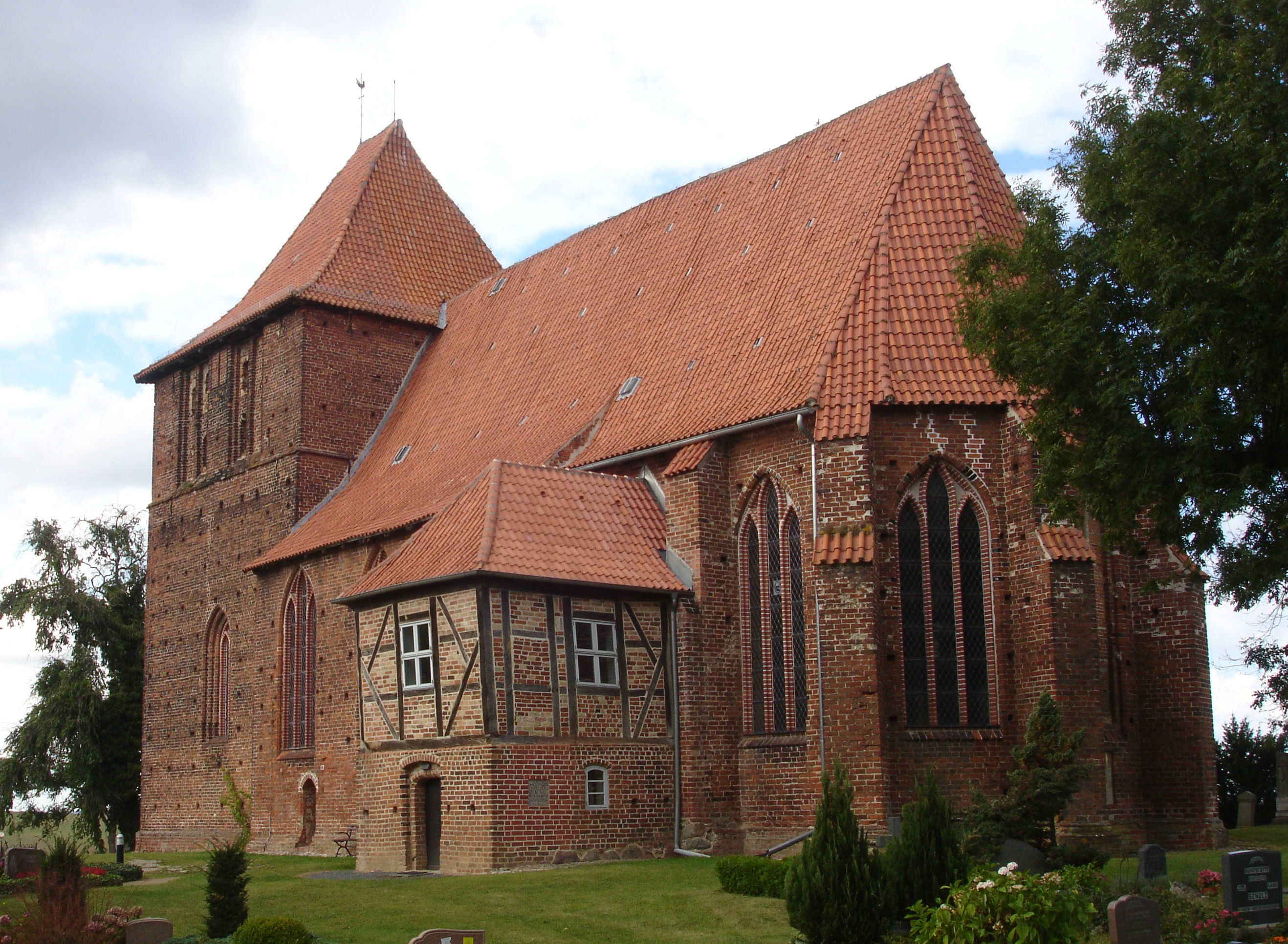
Südostansicht (2012)

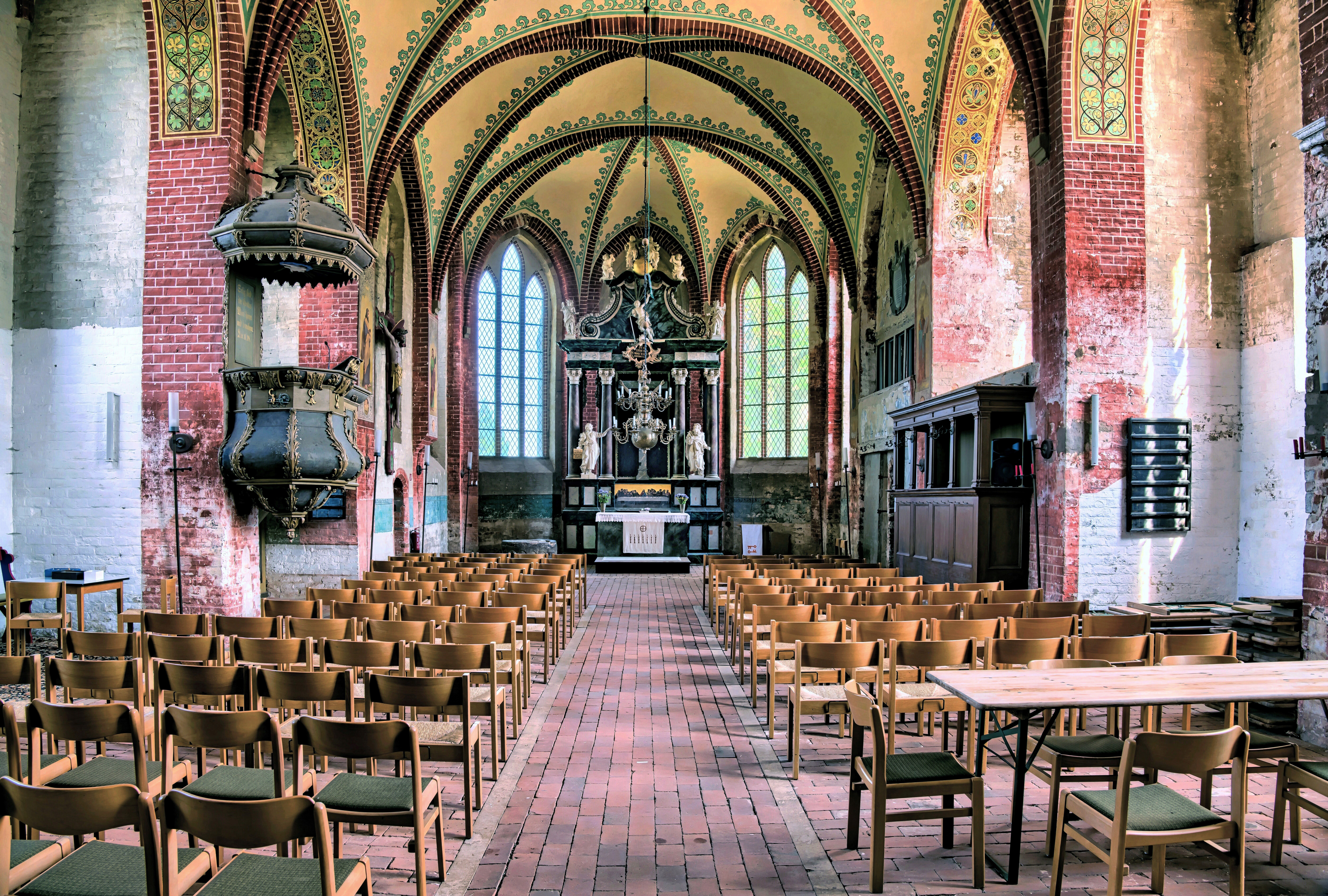
Innenraum zum Chor

Die Kirche besteht aus einem Schiff mit drei Paar Seitenkapellen, einem leicht eingezogenen Chor mit polygonalem Fünfachtelschluss und einem ebenfalls leicht eingezogenen quadratischen Westturm. Dessen Mauerwerk wurde nicht ganz vollendet, das noch heute erhaltene Walmdach schon bauzeitlich aufgesetzt. Auch an den unter der Traufe abrupt endenden Blenden ist zu erkennen, dass ein deutlich höherer Turm beabsichtigt war.
Nur die Strebepfeiler des Chorpolygons stehen nach außen vor. Das Schiff ist ein Abseitensaal, bei dem die Trennwände zwischen den Kapellen als Strebepfeiler dienen. Das letzte Joch vor dem Chorpolygon hat keine Kapellen. Die Sakristei an der Nordseite wurde gleichzeitig mit Chor errichtet. Der Eingangsbau auf der Südseite hat ein Sockelgeschoss aus massiven Backsteinmauern und aus dem 17. oder 18. Jahrhundert ein Obergeschoss aus Fachwerk. Das Portal ist zum Eingangsbau hin als Stufenportal gestaltet. Der Kirchenraum ist mit Kreuzrippengewölben gedeckt, ein Joch im Turm und vier Joche im Langhaus. Im Gegensatz zu den Spitzbögen der Fenster sind die Scheidebögen zwischen den Jochen des Langhauses rund und die Diagonalrippen der Langhausjoche nur ganz leicht gespitzt. Das Maßwerk der Fenster wurde in der Neuzeit ersetzt.
Das Kirchenschiff wurde 1988/1989 und die Vorhalle 2003 restauriert. Neun der zwölf Glasfenster wurden durch Lehrlinge der Landesfachschule Lübeck des Glaserhandwerks im Rahmen ihrer praktischen Ausbildung wiederhergestellt.

## Ausstattung
Die Kirche hat eine Ausstattung aus mittelalterlichen und nachmittelalterlichen Kunstwerken. Im gesamten Kirchenraum gibt es Wand- und Deckenmalereien aus verschiedenen Epochen.

### Kanzel

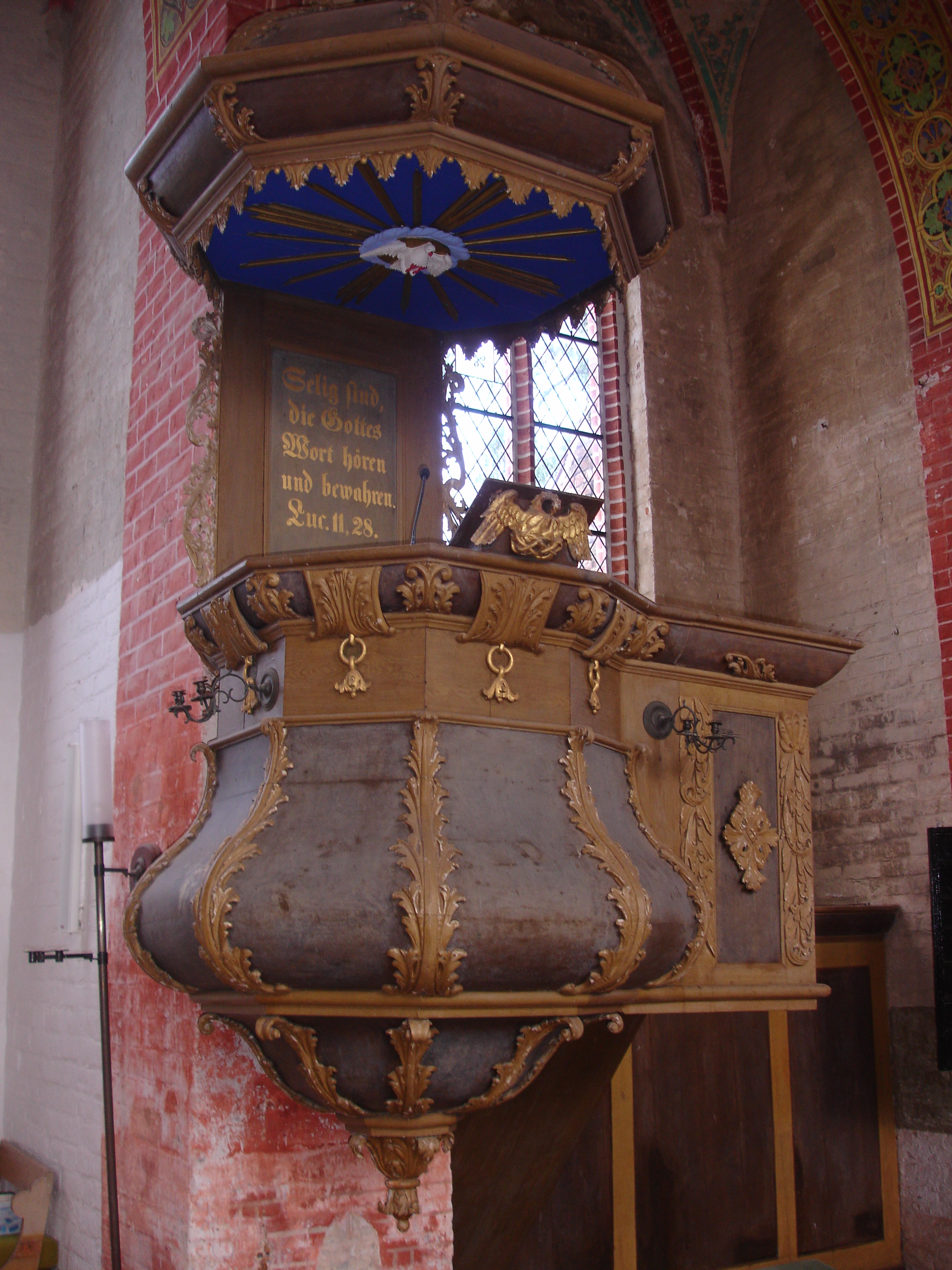
Kanzel (2012)

Schon um 1573 hat es eine Kanzel gegeben, denn in den Chronikaufzeichnungen von Pastor Crull ist 1731 zu lesen: „durch den Fleiß von Pastor Role wurde 1573 die Kirche innwendig mit Stühlen vermehret, die alte Kanzel samt der Orgel renovieret“.
Die Holzkanzel an einem Nordpfeiler wurde 1739 vom Bildhauer Heinrich Johann Bülle mit reichlichen Figurenschmuck gefertigt. Das Lesepult wird von einem kleinen geschnitzten Pelikan mit seinem Jungen getragen. Um 1900 wurden die Engel mit dem Kreuz, die Tauben, der Kelch, die Bibel sowie der hölzerne Wolkenkranz abgebaut.

### Altar
Der Altar kam 1749, genau zehn Jahre später, auch aus der Werkstatt des Bildhauers Johann Heinrich Bülle. Eine Inschrift auf der Altarrückwand nennt das Entstehungsjahr 1749. Pastor Crull schrieb damals dazu: „durch Gottes Gnade und Segen erhielt die Kirche auch einen neuen Altar, der in Lübeck verfertigt und mit elf Wagens anhero und nach Verlauf 8 Tagen in die Höhe gebracht und auf die stelle des alten Altars ohne die geringste Beschädigung erbauet wurde“.
Der Altar ist ein zweigeschossiger architektonischer Aufbau mit vollplastischen Figuren. In dem von gekuppelten Säulen gerahmten Hauptgeschoss dominieren ein Kruzifix und die Freifiguren von Jesaja links und Moses rechts. Vor dem Volutengiebel sind der Auferstandene Christus zu sehen mit Strahlenkranz und seitlichen Engelsfiguren sowie Weltkugel und Gottesauge. Im Sockel befindet sich ein Abendmahlsgemälde von 1870.

### Triumphkreuz

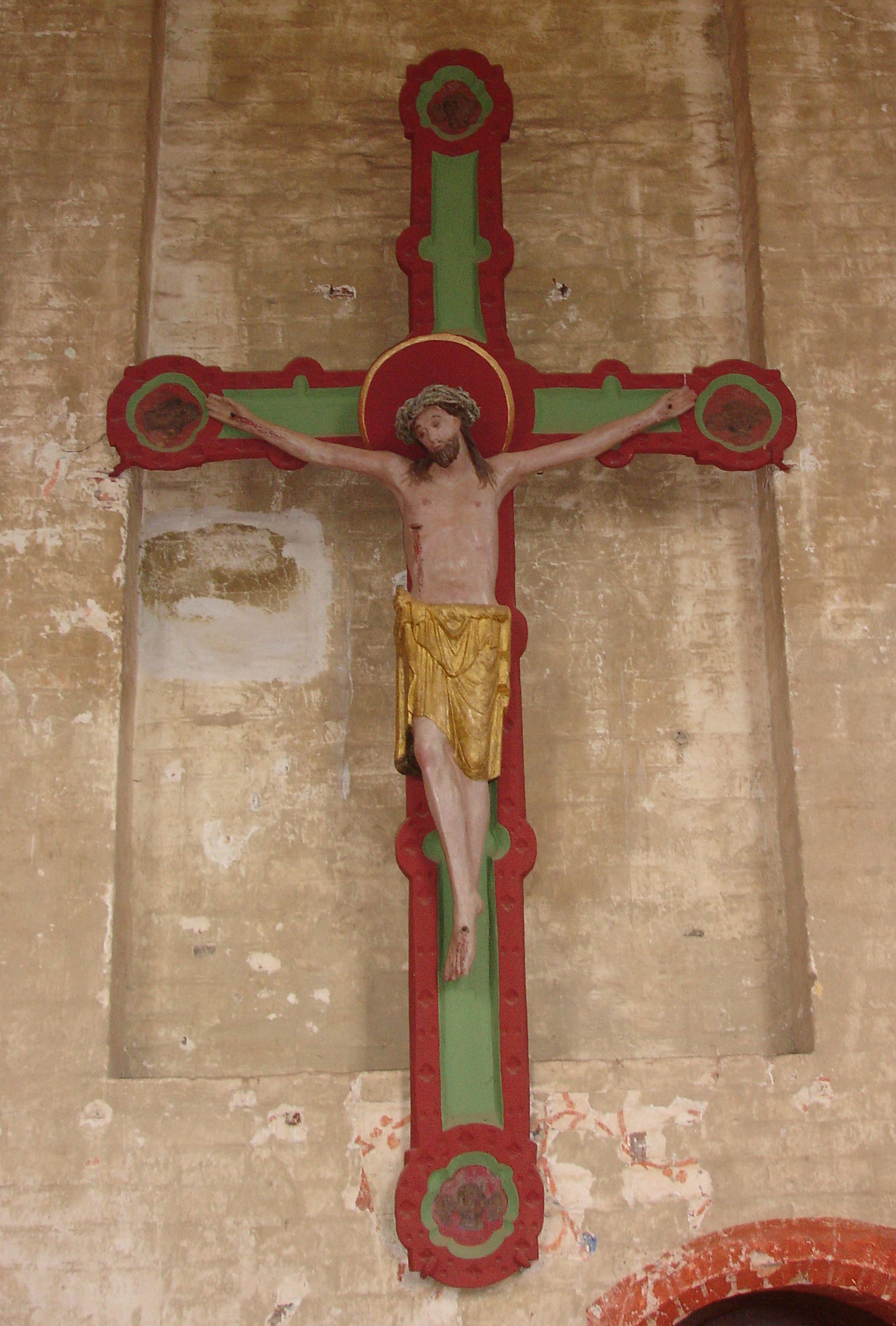
Triumphkreuz (2012)

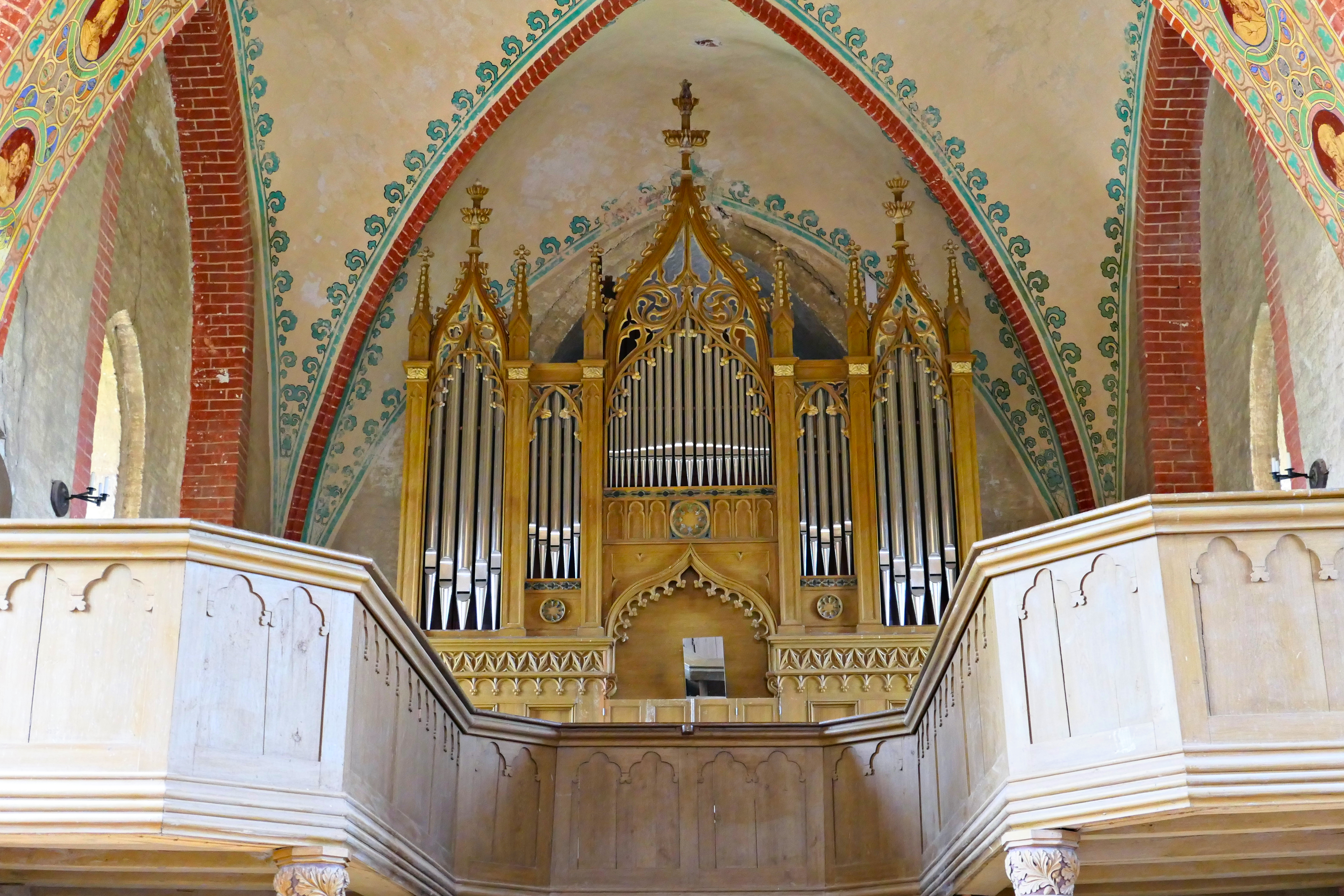
Winzerorgel (2019)

Das bedeutendste vorreformatorische Kunstwerk ist das ausdrucksstarke, fast lebensgroße Kruzifix, das einst zu einer Triumphkreuzgruppe gehört haben muss und gegen 1300 entstanden ist. Hinter dem Altar, mit Ölfarbe bemalt und mehrfach beschädigt, wurde es  zu Zeiten von Pastor Georg Meltzer 1675 repariert. Während sie am Korpus bis auf größere Fassungsverluste und ein stark aufsteigendes Krakelee noch relativ gut erhalten war, löste sich die obere Fassung am Kreuz großflächig in kleinen Schollen ab. Eine Freilegung der mittelalterlichen Fassung war äußerst kompliziert, daher entschloss man sich dazu, die Sichtfassung am Korpus zu erhalten. Reste der alten Fassung wurden aufwändig gesichert, die vielen Fehlstellen aufgekittet und entsprechend der Umgebungsfarbigkeit retuschiert. Holztechnisch wurden am Korpus der Daumen der linken Hand und ein Teil des unteren Vierpasses ergänzt, was durch Vergleiche am Objekt möglich war. Ausgeführt wurden diese Arbeiten 2006 durch die Restauratorin Anette Seiffert.

### Orgel
Auf der Westempore steht die 1845 vom Orgelbauer Friedrich Wilhelm Winzer aus Wismar gebaute mechanische Schleifladenorgel (II/P/15). Winzer baute nach altem Werkprinzip die zweimanualige Orgel mit 16 Register, davon vier Pedalregister. Wahrscheinlich war deren Klang den hiesigen Organisten nicht angenehm, denn zwei Register wurden verändert.
Von 1978 bis 1980 nahm die Firma Orgelbau A. Voigt aus Bad Liebenwerda eine Restaurierung vor. Nach Vandalismusschäden nicht mehr spielbar, wurde die Orgel  2006 durch Orgelbaumeister Andreas Arnold von der Orgelbaufirma Mecklenburger Orgelbau restauriert. Es erfolgte eine komplette Reinigung der Orgel, eine Aufarbeitung der Manual- und Pedalklaviaturen und des Spezialschrankes sowie eine tischlermäßige Stabilisierung und Instandsetzung des stark durch Feuchtigkeit geschädigten Orgelgehäuses. Die nach 1918 eingebauten 41 Prospektpfeifen aus Zink wurden durch Zinnpfeifen in der Legierung der Bauweise von Winzers ersetzt und damit der ursprüngliche optische und klangliche Eindruck wieder hergestellt. Auch einige vom Holzwurm zerstörte Pfeifen mussten erneuert werden.
Eine Restaurierung der Farbfassung des Orgelprospektes unter der abblätternden Holzimitationsmalerei kommt eine Fassung in Altweiß mit Gold hervor, konnte aus Kostengründen noch nicht durchgeführt werden.

### Taufstein

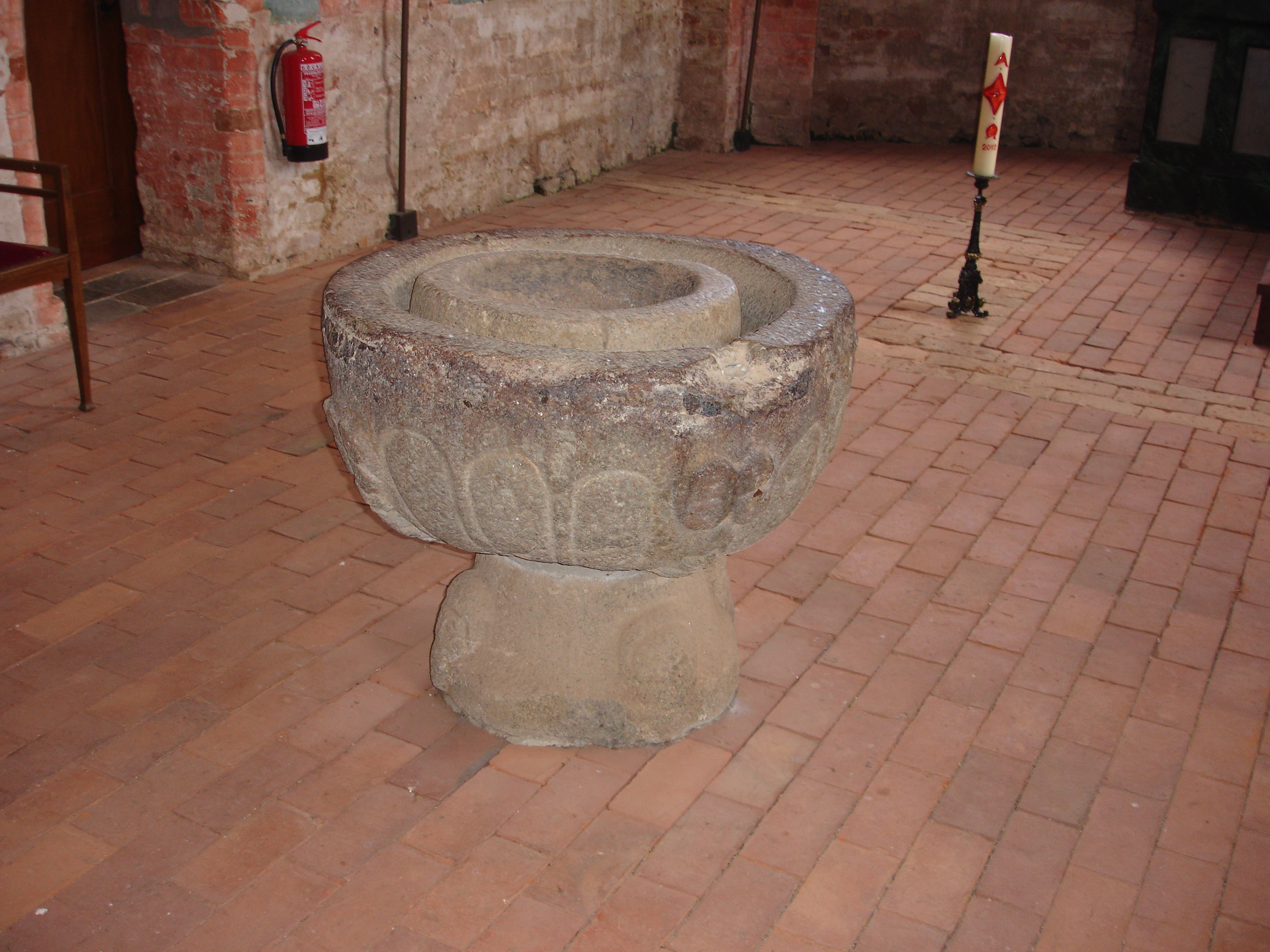
Tauffünte (2012)

Die frühromanische Granitfünte steht seit 1955 im Altarraum mit Spuren von eisernen Haken zur Befestigung des Deckels. Die Herstellungszeit liegt vor 1160, was auch die raue Oberfläche durch die Stein-auf-Stein-Klopftechnik bezeugt.
Sie ist mit reichem figürlichen Schmuck sowohl am Fuß als auch an der Kuppa versehen. Zwölf Tore in vier Dreiergruppen weisen auf das himmlische Jerusalem hin. Dazwischen sind vier Zöpfe mit Schleifen am oberen Ende zu sehen, die den Taufstein schmücken. Am Fuß der Fünte sind vier Profilköpfe zu sehen. In der Taufschale befindet sich ein Weihwasserbecken aus gleicher Zeit. Die Fünte ist 83 cm hoch, 96 cm breit, hat eine Kuppahöhe von 47 cm und eine Wandstärke von 11 bis 12 cm.

### Grabplatten
In der Kirche befinden sich mehrere sehenswerte Grabplatten des 17. und 18. Jahrhunderts. Der Doppelgrabstein von 1666 des Pastorenehepaares Zacharia Manke und seiner Frau Dorothea Woserin ist im Ganzfigurenrelief versehen. Mit der Rechten einen Kelch und mit der Linken eine Bibel fassend, während sie die Hände faltet. In den Ecken sind die vier Evangelisten mit Namen und an den Seiten Umschriften in drei Zeilen zu seinen lebensdaten.
Weitere Grabsteine sind vom 1787 verstorbenen Pastor August Joachim Rodeler und dem 1774 verstorbenen Pastor Crull mit Frau und Sohn.

### Glocke
Im Turm hingen drei Glocken. Die größere mit reich verzierter Aufschrift in Versalien stammte aus dem 14. Jahrhundert. Die mittlere und kleine Glocke sollen 1764 von Schulz in Rostock gegossen worden sein. 1861 hatte man die mittlere und 1890 die kleine Bronzeglocke umgegossen. Heute ist nur noch die Bronzeglocke von Ende des 13. oder Anfang des 14. Jahrhunderts mit einer reich verzierten Schrift in Versalien „Segne, o Gott, diese Glocke; das Volk sei wohl, die Luft gesund“ vorhanden.

## Kirchhof

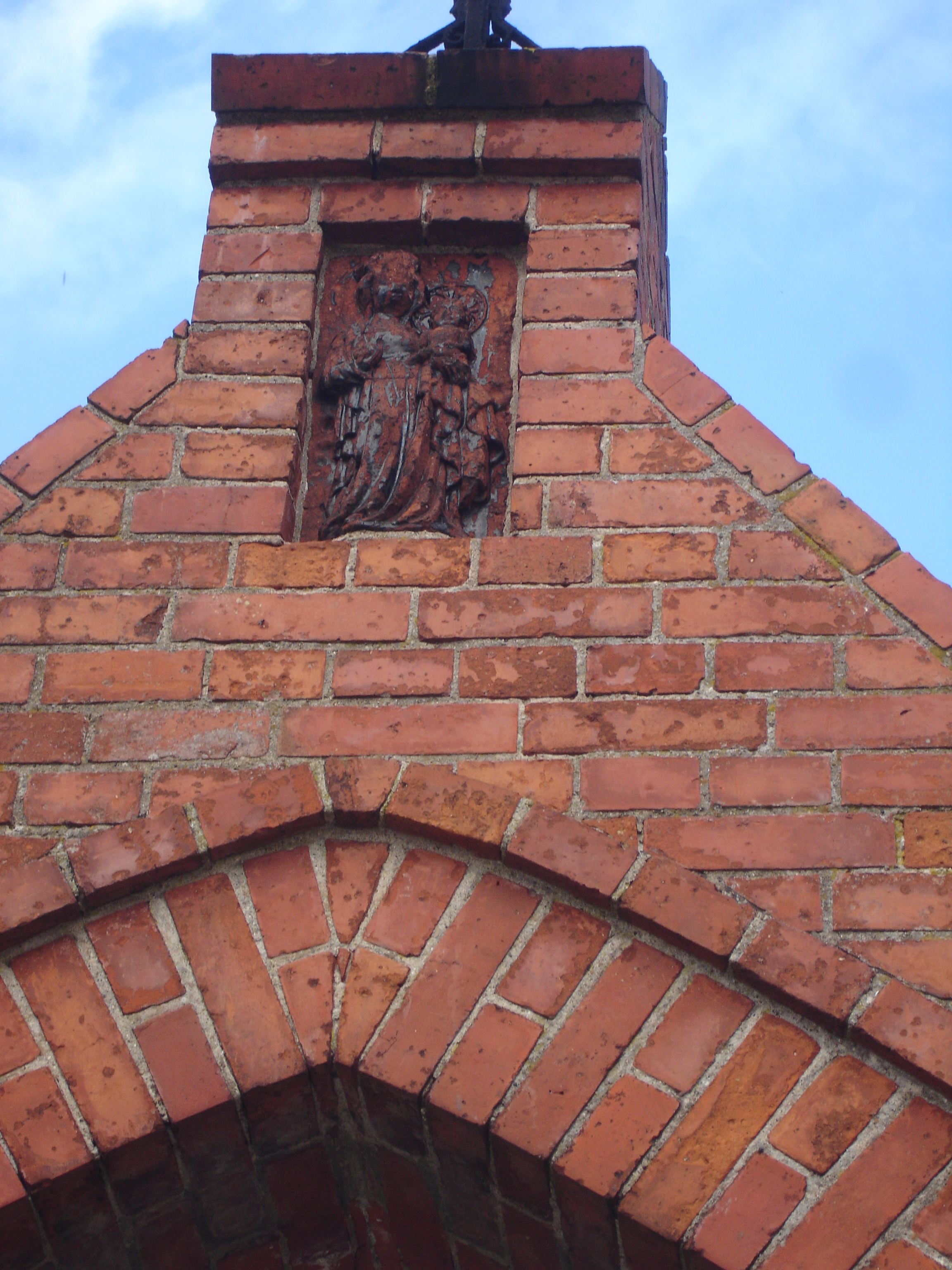
Hl. Maria mit dem Kinde (2012)

Um die auf einer Anhöhe stehenden Kirche befindet sich der Friedhof. Er wird durch eine Mauer umgeben und der Zugang erfolgt auf der südlichen Seite durch ein imposantes Kirchhofstor. Bei einem starken Sturm war es am 12. Februar 1894 umgestürzt. Die beiden Figuren der heiligen Maria mit dem Kinde und des heiligen Nikolaus mit seinem Hirtenstab aus gebranntem und glasierten Ton auf dem Torbogen befinden sich auch an der Kirche St. Nikolai in Wismar.

## Pfarrhaus
Zu Lebzeiten vom Pastor Gottfried Pritzelius ist „Anno 1723 ein ganz neues Pfarrhaus hieselbst gebauet, nachdem das alte, so länglicht und mit Reeht gedecket, abgebrochen, und dieses mit Ziegelsteinen und 2 Schornsteinen ausgeführet worden“. Nach seinem Tode gab es „wegen der innerlichen Mecklenburgischen Unruhen“ eine Vakanz bis 1731. Beim Amtsantritt von Pastor Crull war 1731 das neue Pfarrhaus inwendig noch nicht völlig ausgebaut, so dass er für eigene Kosten noch allerlei daran machen lassen musste. So ließ er die beiden unteren Stuben mit Tapeten und Wachstuch ausschlagen, „ohne das mir das Gotteshaus hiezu behülflich im geringsten gewesen“.
Während der Amtszeit von Pastor Grimm wurden 1807 in der Nacht zum 10. März durch gewaltsamen Einbruch im Pfarrhaus die Abendmahlsgeräte der Kirche bis auf einen Krankenkelch geraubt. Sein Nachfolger Pastor Erfurth als Schmiedemeistersohn aus der Lausitz ließ 1830 nach einer Sammlung beim Goldschmied Brockmann in Wismar zwei silberne Kelche, zwei Patenen und eine Oblatendose anfertigen.

## Pastoren
Namen und Jahreszahlen bezeichnen die nachweisbare Erwähnung als Pastor.
- erwähnt 1237 Dietrich.[19]
- 1275–1300 Hermann.[20]
- 1321–1326 Johann Ketel.
- erwähnt 1340 Johann Striebterok.
- erwähnt 1527 Kirchherr Curt Wolskopp.
- erwähnt 1540 Erasmus Hermens (Hagenkercke) aus Wismar, ein ziemlich frommer gelehrter Mann.[21]
- 1568–1573 Matthäus Fischer.
- 1573–1573 Johann Dürer (Durerus).
- 1574–1615 Johann Role (Rule, Rulenius).
- 1622–1659 Zacharias Manke (Maneke, Manichius) aus Malchin, sein figürlicher Grabstein steht in der Kirche.
- 1659–1685 Georg Meltzer aus Güstrow.
- 1686–1705 Hermann Wolff aus Lübeck.
- 1706–1728 Johann Gottfried Pritzelius aus Breslau, als Pastor aus der Pfalz vertrieben, Epitaph in der Kirche.
- 1728–1731 „wegen der innerlichen Mecklenburgischen Unruhen“ Vakanz.
- 1731–1773 Otto Hermann Christian Crull aus Gressow, sein Grabstein steht unter der Kanzel.
- 1774–1787 August Joachim Rodeler, sein Grabstein steht in der Kirche.
- 1789–1820 Ehrenreich Johann Christian Grimm aus Wismar.
- 1820–1841 Cal Gottlieb Erfurth kam aus der Lausitz, 1816 Rektor in Hagenow, 1841 nach Picher.[22]
- 1841–1870 Friedrich Carl Rudolph Strecker, 1830 Rektor in Rehna.[23]
- 1871–1890 Dr. Fridrich Ferdinand Philippi aus Berlin.
- 1891–1931 Adolph Julius Gaston Piper, 1881 Rektor in Marlow.
- 1931–1953 Walter Meyer, ging nach Hannover.[24]
- 1954–1959 Ingmar Timm.
- 1959–1969 Gerd Robatzek.
- 1969–1982 Joachim Lankow.
- 1982–1997 Hans-Joachim Schwarz.
- 1997–2010 Manfred Harloff aus Proseken.
- 2011 aktuell Anna Hala

## Heutige Kirchengemeinde
Die Evangelisch-Lutherische Kirchengemeinde Proseken – Hohenkirchen umfasst die Ortsteile Alt Jassenitz, Beckerwitz, Eggerstorf, Flienstorf, Gägelow, Gramkow, Groß Walmstorf, Groß Wolterstorf, Hohen Wieschendorf, Hohenkirchen mit Kirche, Hoikendorf, Klein Woltersdorf, Landstorf, Manderow, Neu Jassenitz, Neu Weitendorf, Niendorf, Proseken mit Kirche, Stofferstorf, Voßkuhl, Wahrstorf, Weitendorf, Wisch, Wohlenberg, Wohlenhagen, Wolde und Zierow.
Hohenkirchen ist seit 1999 mit der Kirchgemeinde Proseken verbunden, zur ruhenden Pfarrstelle erklärt worden und 2002 mit der Kirchengemeinde Proseken vereinigt, seit 2012 gehört sie zur Propstei Wismar.

### Gedruckte Quellen
- Mecklenburgisches Urkundenbuch (MUB)
- Mecklenburgische Jahrbücher (MJB)

### Ungedruckte Quellen
- Landeshauptarchiv Schwerin (LHAS)
  - LHAS 4.12-3/1 Mecklenburgisch-Schwerinsche Ministerium des Innern
  - LHAS 5.12-7/1 Mecklenburg-Schwerinsche Ministerium für Unterricht, Kunst, geistliche und Medizinalangelegenheiten Nr. 7632 Stelleneinkommen der Pfarre zu Hohenkirchen 1906–1920. Nr. 8022 Emeritierung der Geistlichen der Pfarre zu Hohenkirchen 1903. 1912, 1913.
  - LHAS 5.12-9/7 Landratsamt Schönberg, Nr. 2853 Bauten und Reparaturen an geistlichen Gebäuden in Hohenkirchen 1920–1937. Nr. 2854 Wiederaufbau von abgebrannten geistlichen Gebäuden in Hohenkirchen 1893, 1931–1934.

- Landeskirchliches Archiv Schwerin (LKAS)
  - LKAS, OKR Schwerin, Specialia Abt. 2, Nr. 285 Hohenkirchen
  - LKAS, OKR Schwerin, Pfarrarchiv Hohenkirchen, Geistliche Gebäude, auch Bauprotokolle Nr. 038–047, 1830–1931.
  - LKAS, OKR Schwerin, Bauzeichnungen und Pläne kirchlicher Gebäude, 11.01.01, 15/4 Hohenkirchen, vier Karten und Risse mit Grundriss von der Kirche zu Hohenkirchen mit den neuen Chören 1841, 14. 08. 1945 Adolf Friedrich Lorenz.

- Archiv der Hansestadt Wismar
  - Ratsakten Nr. 5509, Inventare, 1662 Nachlaßinventar Pastor Zacharias Maenek